# Западный Донбасс
За́падный Донба́сс (укр. Західний Донбас) — угольный бассейн в пределах Днепропетровской области Украины, часть Донецкого угольного бассейна. Западный Донбасс был окончательно разведан в 1950—1960-х годах.
Крупнейшие центры угледобычи — столица Западного Донбасса Павлоград, другие регионы, Терновка и Першотравенск.
Всего работает 10 шахт. На территории бассейна выявлены около 40 пластов с рабочей мощностью 0,6-1,6 м, которые залегают на глубине 400—1800 м. Уголь в них высокого качества, легко обогащается.
В 1829 году русский геолог Е. П. Ковалевский высказал предположение о продолжении залежей каменного угля Донецкого щита на запад. В 1833 году геолог А. В. Иваницкий развил гипотезу Ковалевского.
С 1924 до начала Великой Отечественной войны советские специалисты провели более тщательное изучение недр региона. В 1949 году было окончательно установлено, что угленосносные пласты западной части Донецкого кряжа имеют промышленное значение. В 1951 Совет Министров СССР принял постановление о начале детальной геологической разведки на западе Донецкого бассейна и строительстве экспериментальной шахты в Терновке. В 1954 началось строительство посёлка Шахтёрское (впоследствии город Першотравенск). В 1955 началось строительство шахты «Западно-Донбасская» № 1 (впоследствии «Першотравнева»). В 1959 году были добыты первые тонны угля на сданной во временную эксплуатацию разведочной шахте «Терновская».